# Gustavo Tadei
Gustavo Ariel Tadei (Salto, Buenos Aires, Argentina; 22 de julio de 1973) es un expiloto de automovilismo argentino. Se destacó por su participación en la categoría Top Race, donde además de competir regenteaba su propio equipo, el GT Racing, el cual obtuvo el título de campeón 2009 del Top Race Junior, a través de su piloto Germán Giles. También es reconocido por haber sido durante varios años, referente de la marca Chevrolet en el Top Race.
Iniciado en 1985 en los kártings zonales, Tadei debutó en el automovilismo nacional en 1990, en la Fórmula Renault Argentina. Luego de 6 años, debuta en 1995 en el TC 2000, al comando de una unidad Renault Fuego. Dos años más tarde, sería protagonista de un hecho curioso, cuando en la última fecha del calendario 1997, corrida en el Autódromo Ciudad de Rafaela consigue la victoria al comando de una unidad Ford Escort con motor de 8 válvulas, derrotando a los modernos coches con motores de 16 válvulas. En 1998, debuta en el Turismo Carretera, a bordo de un Ford Falcon.
En 2004, debuta en el antiguo Top Race, a bordo de un Chevrolet Vectra, vehículo que también ocupara en el nuevo TRV6 en el año 2005, representando al Club Atlético Nueva Chicago. Con este vehículo, corrió durante 5 años, llegando a quedar en 2008 con el único Vectra en pista, y logrando un meritorio cuarto puesto. En 2008, cambia de marca en el Turismo Carretera, pasando a correr con un Chevrolet Chevy.
En 2010, y luego de 5 años, Tadei decidió cambiar su Chevrolet Vectra en el TRV6 por un Ford Mondeo, manteniendo el curioso número que eligió para representarse: El 666. Tras un año y medio con esta unidad, Tadei vuelve a cambiar de marca al subirse a mediados de 2011 a un Mercedes-Benz Clase C. La inauguración del nuevo parque automotor del TRV6 en 2012, anima a Tadei a reformular su escudería, manteniendo a los Mercedes en la segunda división y haciendo debutar en la nueva primera divisional al modelo Chevrolet Cruze.
Asimismo, es el propietario de su propia estructura de competición, el GT Racing, la cual tiene presencia en las dos divisiones del Top Race: El TRV6 y el Top Race Series. Bajo su estructura, los pilotos Germán Giles y Gustavo Micheloud obtuvieron en el año 2009 el campeonato y subcampeonato respectivamente en el ex-Top Race Junior. En 2011, Federico Lifschitz le devuelve a la escudería el título de campeón al coronarse ese año en el Top Race Series. Por su parte, el propio Tadei consiguió su mejor resultado, al coronarse subcampeón de Top Race V6 en el año 2014.
Tras haber desarrollado un puñado de carreras en la temporada 2020, Tadei finalmente resolvió retirarse de la actividad deportiva, aunque continúa regenteando el taller de su equipo. Sus últimas colaboraciones tuvieron lugar en 2023, primeramente convocado por los directores del equipo Tinos Sport, para ejercer la función de Director Deportivo. Al mismo tiempo y en la misma temporada,  a pedido del piloto José Carlos Montanari, se hizo cargo de la atención y puesta en pista de las unidades que este último había adquirido para competir en la categoría TC Pista Pick Up, dando origen al equipo Montanari Racing y propiciando a su vez, el debut de su hijo Gustavo Tadei II en 2024.

## Biografía
Iniciado en el ambiente del kart en el año 1985, Tadei participó en diferentes categorías de esta especialidad compitiendo en circuitos de la zona norte de la Provincia de Buenos Aires. Allí mantendría sus primeros contactos con pilotos que a futuro serían rivales en el automovilismo profesional, como su vecino Guillermo Ortelli o el arrecifeño Norberto Fontana. Tras cuatro años de participación, llegaría su debut profesional en el año 1990 al competir en la Fórmula Renault Argentina, donde formaría parte de un nutrido semillero de futuras promesas como lo fueron Omar Martínez, Walter Hernández, José Ciantini, Henry Martín, Guillermo Castellanos, Juan Manuel Silva y los propios Fontana y Ortelli, entre otros. Su paso por esta categoría de monoplazas duraría hasta el año 1995, cuando al comando de un Renault Fuego debutaría en el TC 2000, pudiendo desarrollar apenas una competencia. En 1996 regresa a la actividad compitiendo al comando de un Ford Escort Ghia atendido por su propia escudería e inaugurando de esta forma su propia estructura que más tarde bautizaría como GT Racing. En el año 1997, TC 2000 anunciaría una reforma en su reglamento técnico pasando a crear dos divisiones, de las cuales la mayor estrenaría un nuevo parque automotor homologando el uso de modelos con motores de 16 válvulas, mientras que el primitivo parque automotor con motores de 8 válvulas pasarían a formar parte de una subdivisión denominada "TC 2000 Light", para favorecer el desarrollo deportivo de pilotos y equipos de bajos recursos. En este contexto, Tadei se presenta a competir con su viejo Ford Escort, puntuando tanto para el campeonato general como el de TC 2000 Light y convirtiéndose en protagonista de un episodio inusual ocurrido en la última fecha del campeonato, corrida en el Autódromo Ciudad de Rafaela, cuando al comando de su Escort de 8 válvulas conseguiría imponerse en la carrera general, imponiéndose a las modernas unidades equipadas con motores de 16 válvulas.

## Trayectoria

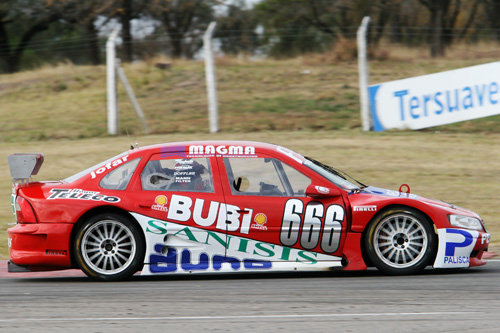
Gustavo Tadei piloteando su Chevrolet Vectra II de Top Race V6, en 2009

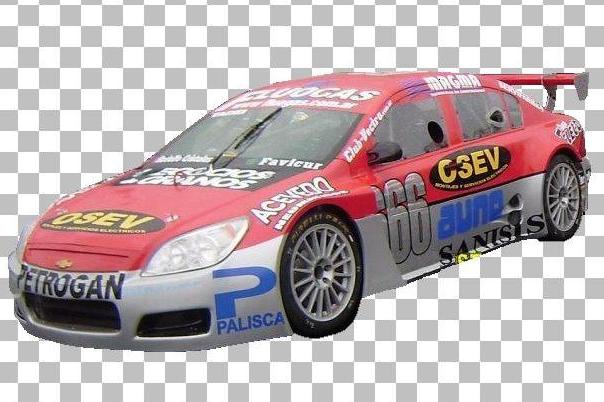
Chevrolet Vectra III utilizado en 2009 por Gustavo Tadei

| Año       | Categoría                        | Automóvil            |
| --------- | -------------------------------- | -------------------- |
| 1985-1989 | Piloto de karts                  |                      |
| 1990-1993 | Fórmula Renault Argentina        | Crespi-C1J Renault   |
| 1995      | Debut en TC 2000. 1 carrera      | Renault Fuego        |
| 1996      | TC 2000. 6 carreras              | Ford Escort Ghia     |
| 1997      | TC 2000 Light                    | Ford Escort Ghía     |
| 1998      | Turismo Carretera                | Ford Falcon)         |
| 1999-2007 | Turismo Carretera                | Ford Falcon)         |
| 2004      | Top Race Original                | Chevrolet Vectra     |
| 2005-2008 | Top Race V6                      | Chevrolet Vectra II  |
| 2008      | Turismo Carretera                | Chevrolet Chevy      |
| 2009      | Top Race V6                      | Chevrolet Vectra II  |
| 2009      | Top Race V6                      | Chevrolet Vectra III |
| 2010      | Top Race V6 Copa América 2010    | Ford Mondeo II       |
| 2010      | Torneo Clausura 2010 de Top Race | Ford Mondeo II       |
| 2011      | Top Race V6                      | Ford Mondeo II       |
| 2011      | Top Race V6                      | Mercedes-Benz C-203  |
| 2012      | Top Race V6                      | Chevrolet Cruze      |
| 2013      | Top Race V6                      | Chevrolet Cruze      |
| 2014      | Subcampeón Top Race V6           | Chevrolet Cruze      |
| 2015      | Top Race V6                      | Chevrolet Cruze      |
| 2016      | Top Race V6                      | Mercedes-Benz C-204  |

### Trayectoria en Top Race
| Temporada | Categoría   | Vehículo             | Equipo    | Posición final    |
| --------- | ----------- | -------------------- | --------- | ----------------- |
| 2004      | Top Race    | Chevrolet Vectra II  | GT Racing | 12º (97 puntos)   |
| 2005      | Top Race V6 | Chevrolet Vectra II  | GT Racing | 20º (34 puntos)   |
| 2006      | Top Race V6 | Chevrolet Vectra II  | GT Racing | 8º (132 puntos)   |
| 2007      | Top Race V6 | Chevrolet Vectra II  | GT Racing | 8º (149 puntos)   |
| 2008      | Top Race V6 | Chevrolet Vectra II  | GT Racing | 4º (179 puntos)   |
| 2009      | Top Race V6 | Chevrolet Vectra II  | GT Racing | 35º (4 puntos)    |
| 2009      | Top Race V6 | Chevrolet Vectra III | GT Racing | 35º (4 puntos)    |
| 2010      | Top Race V6 | Ford Mondeo II       | GT Racing | 14º (51 puntos)   |
| 2010      | Top Race V6 | Ford Mondeo II       | GT Racing | 8º (0 puntos)     |
| 2011      | Top Race V6 | Ford Mondeo II       | GT Racing | 7º (51 puntos)    |
| 2011      | Top Race V6 | Mercedes-Benz C-203  | GT Racing | 7º (51 puntos)    |
| 2012      | Top Race V6 | Chevrolet Cruze      | GT Racing | 8º (41 puntos)    |
| 2013      | Top Race V6 | Chevrolet Cruze      | GT Racing | 5º (35.00 puntos) |
| 2014      | Top Race V6 | Chevrolet Cruze      | GT Racing | 2º (55 puntos)    |
| 2015      | Top Race V6 | Chevrolet Cruze      | GT Racing | 8º (142 puntos)   |
| 2016      | Top Race V6 | Mercedes-Benz C-204  | GT Racing | 8º (39,5 puntos)  |

- [5]

## El GT Racing
Artículo principal: GT Racing

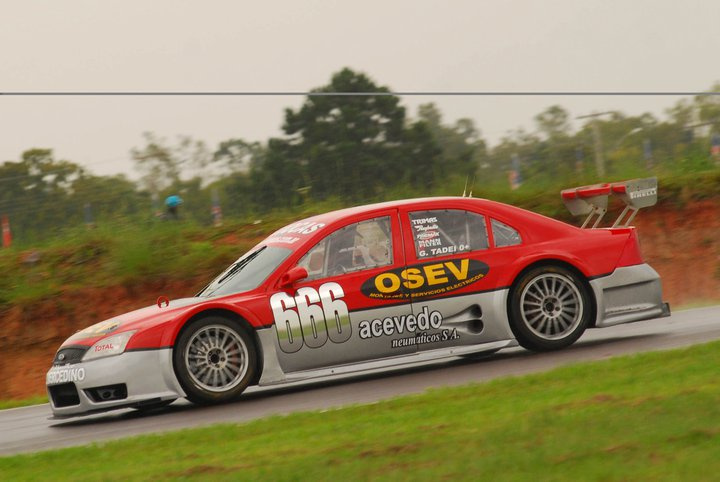
Ford Mondeo II utilizado en 2010 por Gustavo Tadei

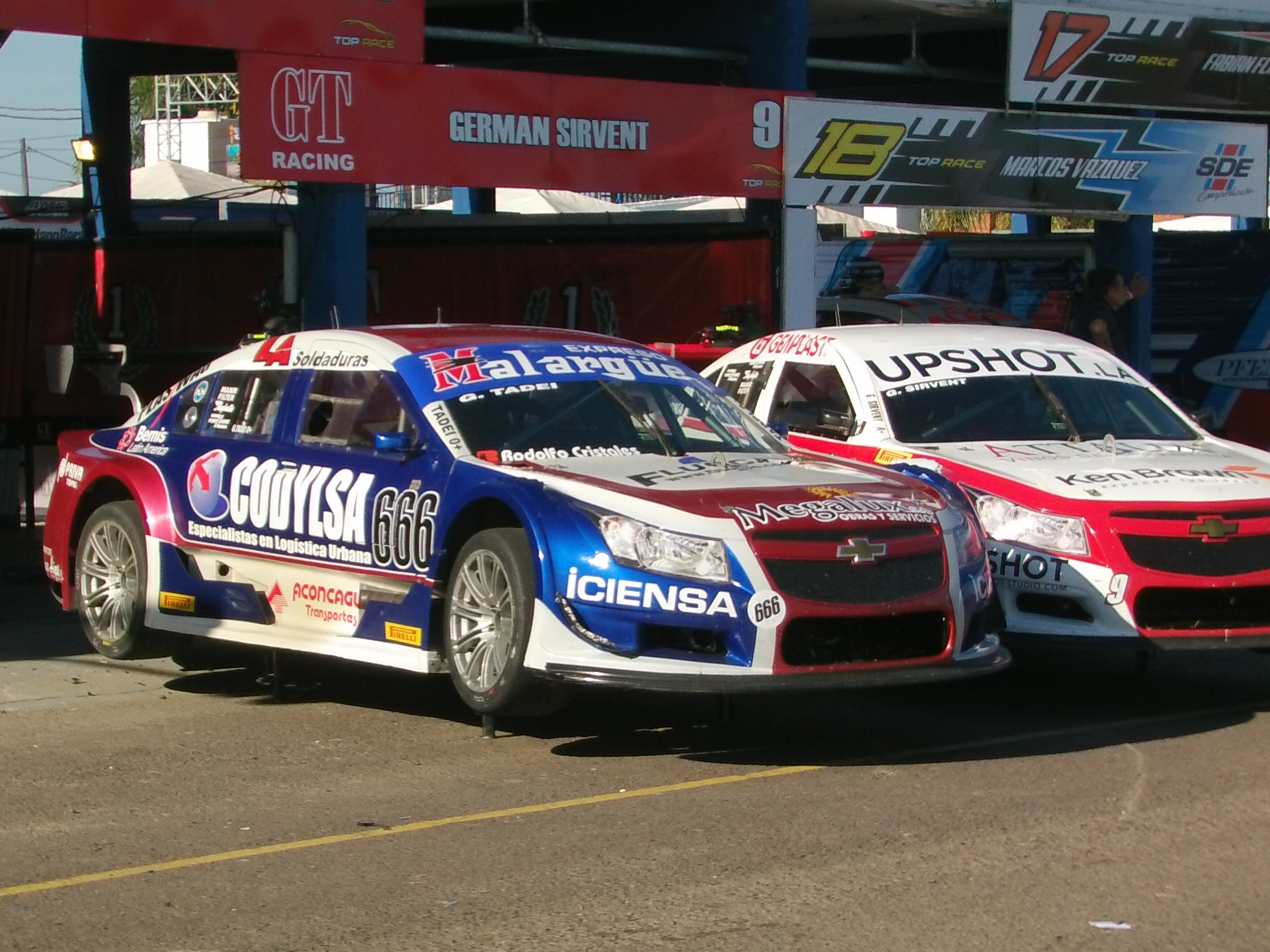
Unidades Chevrolet Cruze del equipo GT Racing, utilizadas por Gustavo Tadei y Germán Sirvent en 2014

El equipo GT Racing, propiedad del piloto Gustavo Tadei, nació como tal en el año 2005 bajo la denominación Tadei Motorsports. Este equipo, fue edificado por Tadei, sobre la base de su experiencia acumulada tanto en el Turismo Carretera como en el Top Race. Precisamente en esta última categoría es donde la escudería alcanzó mayor notoriedad y donde se erige como protagonista, participando en las dos divisionales de la misma: El TRV6 y el Top Race Series.
El camino iniciado por el Tadei Motorsports, se dio durante su incursión en el TRV6, donde el piloto nacido en la localidad de Salto, competía con un Chevrolet Vectra II de color rojo, pero representando en su coche al Club Atlético Nueva Chicago, que decoraba su unidad con dos escudos de la institución. El paso de Tadei por el TRV6, pronto lo convirtió en una figura importante de la categoría y más aún por su defensa a la marca Chevrolet.
En 2008, Tadei debió lidiar con una situación difícil: La categoría había decidido reformular el patrón de homologación de carrocerías, excluyendo del mismo al Chevrolet Vectra. Convencido de que el modelo no debía faltar en la grilla del Top Race, se presentó a competir con esta unidad, frente a sus rivales de los cuales todos aquellos que corrían con este modelo, decidieron cambiar de marca dejando a Tadei solo con el único Vectra en pista. Ese año sorprendió a todos llegando al triunfo y ubicándose en un meritorio cuarto lugar al final del campeonato.
En 2007, el equipo se agranda con la incursión en el Top Race Junior del piloto Germán Giles. Para 2009, el equipo de TRV6 cuenta con la incursión del piloto Ivo Perabó y con la inclusión en el equipo de TR Junior de los pilotos Gustavo Micheloud y Christian Casco. Ese año, el equipo se llevó el título y el segundo puesto del TR Junior con Giles y Micheloud respectivamente. También en ese entonces, tuvo su debut en la categoría el piloto Laureano Campanera, quien también se presentó con un Chevrolet Vectra II y que solicitó apoyo técnico al equipo de Tadei. Es en este año que el equipo también cambia su denominación a GT Racing.
En 2010 y perjudicado por el cambio de carrozado sufrido por la marca Chevrolet, Tadei decide abandonar la marca que tantos años defendió pasándose a Ford, la marca que defendiera en sus inicios en el Turismo Carretera. Este año propició el ascenso de sus pilotos Giles y Micheloud, de los cuales solo el subcampeón de la Junior quedó en el equipo. En tanto que en el TR Junior, renovó su plantel de pilotos, incorporando a varios juveniles y como estandarte de este equipo, al internacional Nicolás Filiberti. 
En 2011, el equipo renueva parcialmente su alineación, manteniendo en uno de sus volantes al joven Germán Sirvent (que debutara en 2010 a bordo de un Vectra) y recibe a partir de la tercera fecha a Federico Lifschitz (Quien competiría a bordo de un Mondeo). La llegada de este piloto, propició el retorno del GT Racing a los primeros planos del Top Race Series, con sus dos pilotos luchando por un campeonato que terminaría teniendo a Lifschitz como su vencedor. Mientras que en el TRV6, el equipo tendría un recambio a mitad de temporada con la llegada de Tomás Urretavizcaya en reemplazo de Esteban Tuero. A su vez, las unidades del equipo cambiarían, pasando a competir desde la séptima fecha con dos Mercedes-Benz Clase C. En esta temporada, Tadei volvería al triunfo al ganar la penúltima fecha del año corrida en Comodoro Rivadavia.

## Resultados

### Turismo Competición 2000
| Año  | Equipo            | Auto           | 1     | 2     | 3    | 4    | 5   | 6   | 7     | 8     | 9   | 10  | 11 | 12  | 13   | 14   | 15     | 16     | 17    | 18    | 19  | 20  | 21  | 22  | 23    | 24    | 25  | 26  | 27     | 28     | Res. | Puntos |
| ---- | ----------------- | -------------- | ----- | ----- | ---- | ---- | --- | --- | ----- | ----- | --- | --- | -- | --- | ---- | ---- | ------ | ------ | ----- | ----- | --- | --- | --- | --- | ----- | ----- | --- | --- | ------ | ------ | ---- | ------ |
| 1997 |                   |                | RAF I | RAF I | RC I | RC I | POS | POS | SJU I | SJU I | PAR | PAR | GR | GR  | BB I | BB I | SJU II | SJU II | RC II | RC II | NDJ | NDJ | MZA | MZA | BB II | BB II | TRE | TRE | RAF II | RAF II | -    | 0      |
| 1997 | Tadei Competición | Ford Escort IV | Ret   | Ret   | Ret  | Ex.  | 13  | 15  | Ret   | 14    | Ret | Ret | 11 | Ret | 18   | 15   | 23     | 16     | 19    | 19    | 22† | 20  | 20  | 15  | 16    | 14    | 17  | 16  | 10     | 1      | -    | 0      |

#### Clase Light
| Año  | Equipo            | Auto           | 1     | 2     | 3    | 4    | 5   | 6   | 7     | 8     | 9   | 10  | 11 | 12  | 13   | 14   | 15     | 16     | 17    | 18    | 19  | 20  | 21  | 22  | 23    | 24    | 25  | 26  | 27     | 28     | Res. | Puntos |
| ---- | ----------------- | -------------- | ----- | ----- | ---- | ---- | --- | --- | ----- | ----- | --- | --- | -- | --- | ---- | ---- | ------ | ------ | ----- | ----- | --- | --- | --- | --- | ----- | ----- | --- | --- | ------ | ------ | ---- | ------ |
| 1997 |                   |                | RAF I | RAF I | RC I | RC I | POS | POS | SJU I | SJU I | PAR | PAR | GR | GR  | BB I | BB I | SJU II | SJU II | RC II | RC II | NDJ | NDJ | MZA | MZA | BB II | BB II | TRE | TRE | RAF II | RAF II | 3°   | 267    |
| 1997 | Tadei Competición | Ford Escort IV | Ret   | Ret   | Ret  | Ex.  | 1   | 3   | Ret   | 4     | Ret | Ret | 1  | Ret | 3    | 2    | 6      | 3      | 3     | 3     | 7†  | 5   | 4   | 1   | 2     | 3     | 3   | 2   | 1      | 1      | 3°   | 267    |

## Palmarés
| Título     | Categoría   | Automóvil       | Año  |
| ---------- | ----------- | --------------- | ---- |
| Subcampeón | Top Race V6 | Chevrolet Cruze | 2014 |